# Lhor
För andra betydelser, se Lhor (olika betydelser).
Lhor är en kommun i departementet Moselle i regionen Grand Est (tidigare regionen Lorraine) i nordöstra Frankrike. Kommunen ligger i kantonen Albestroff som tillhör arrondissementet Château-Salins. År 2022 hade Lhor 145 invånare.

## Befolkningsutveckling
Antalet invånare i kommunen Lhor
| Referens: INSEE |